# Zürich Hauptbahnhof
Zürich Hauptbahnhof är den största järnvägsstationen i Zürich, Schweiz och den öppnade 1847. 1989 tillkom en underjordisk station Zürich Hbf Museumstrasse med fyra genomgående spår för regionaltåg. 1990 började Zürichs pendeltåg trafikera, bl.a. denna nya station samt ytterligare en ny underjordisk station Zürich Hbf SZU med två spår. Tidigare hade Zürich Hbf bara varit en slutstation med 16 spår som slutade i ytplan. 2014 tillkom ytterligare en underjordisk station med fyra genomgående spår, Zürich Hbf Löwenstrasse. 

## Galleri

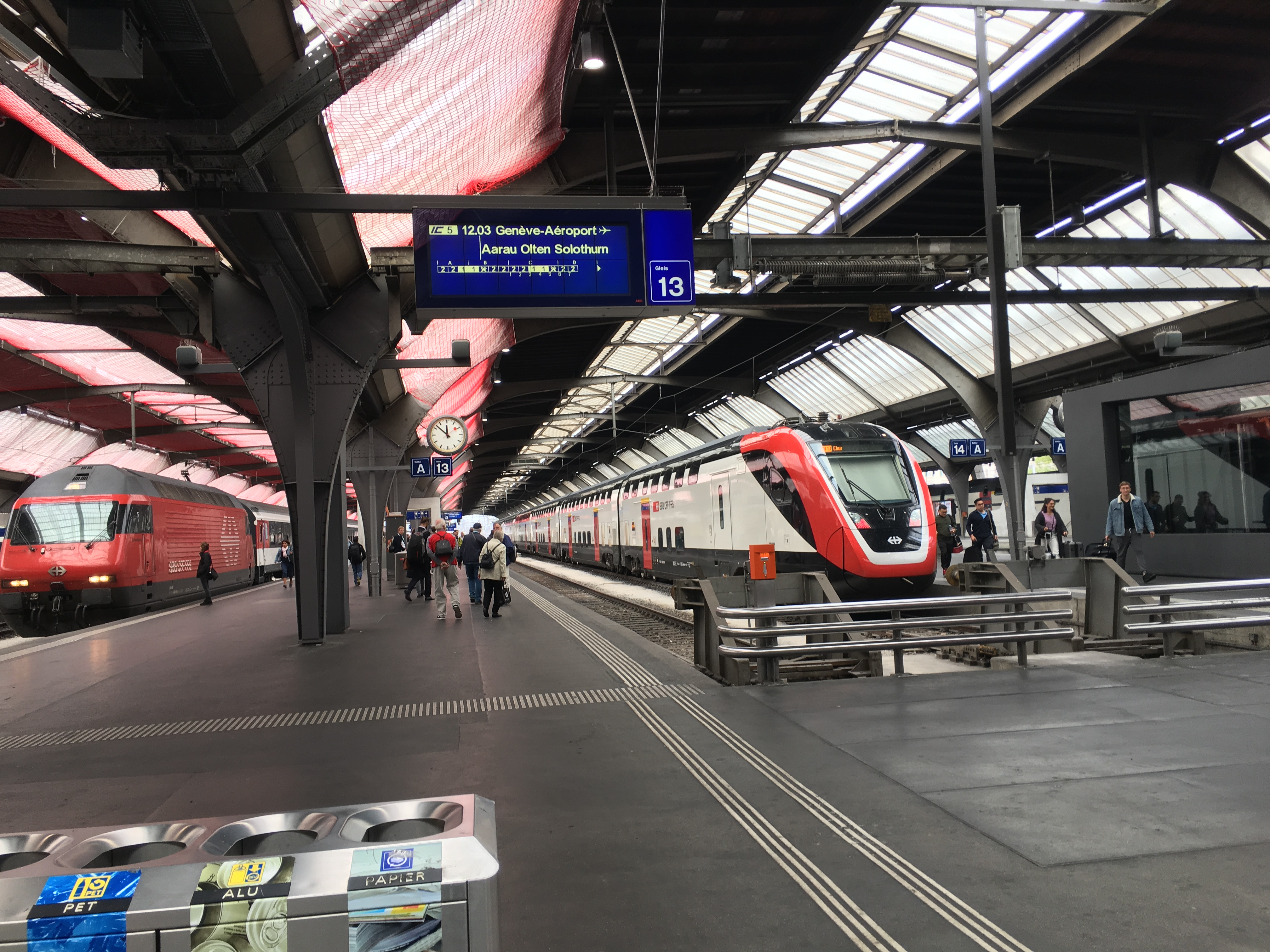
Spår 3-18
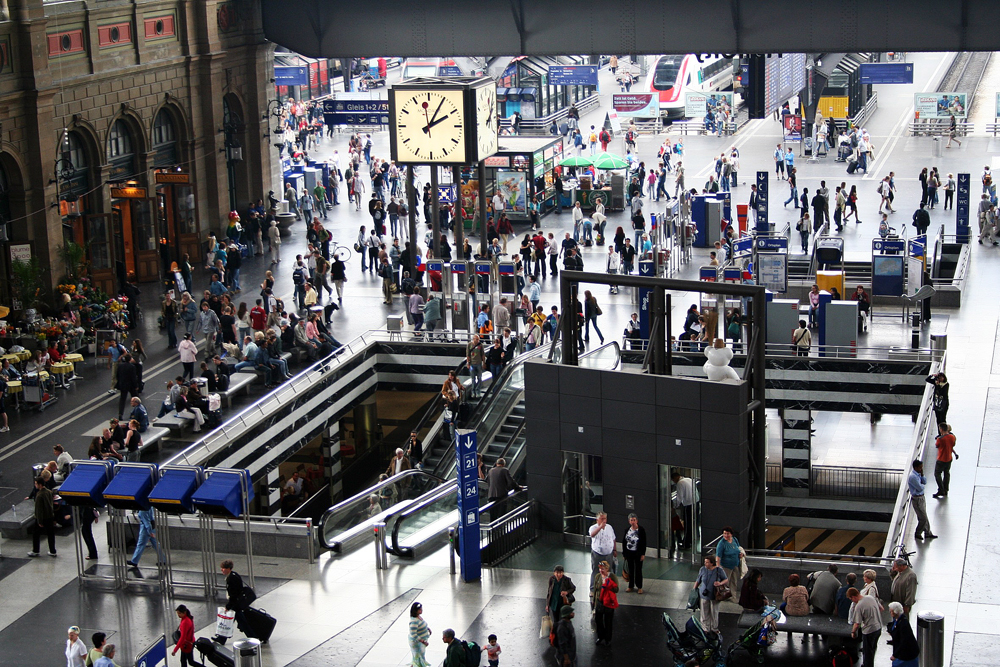
Nedgångar till nedre plan
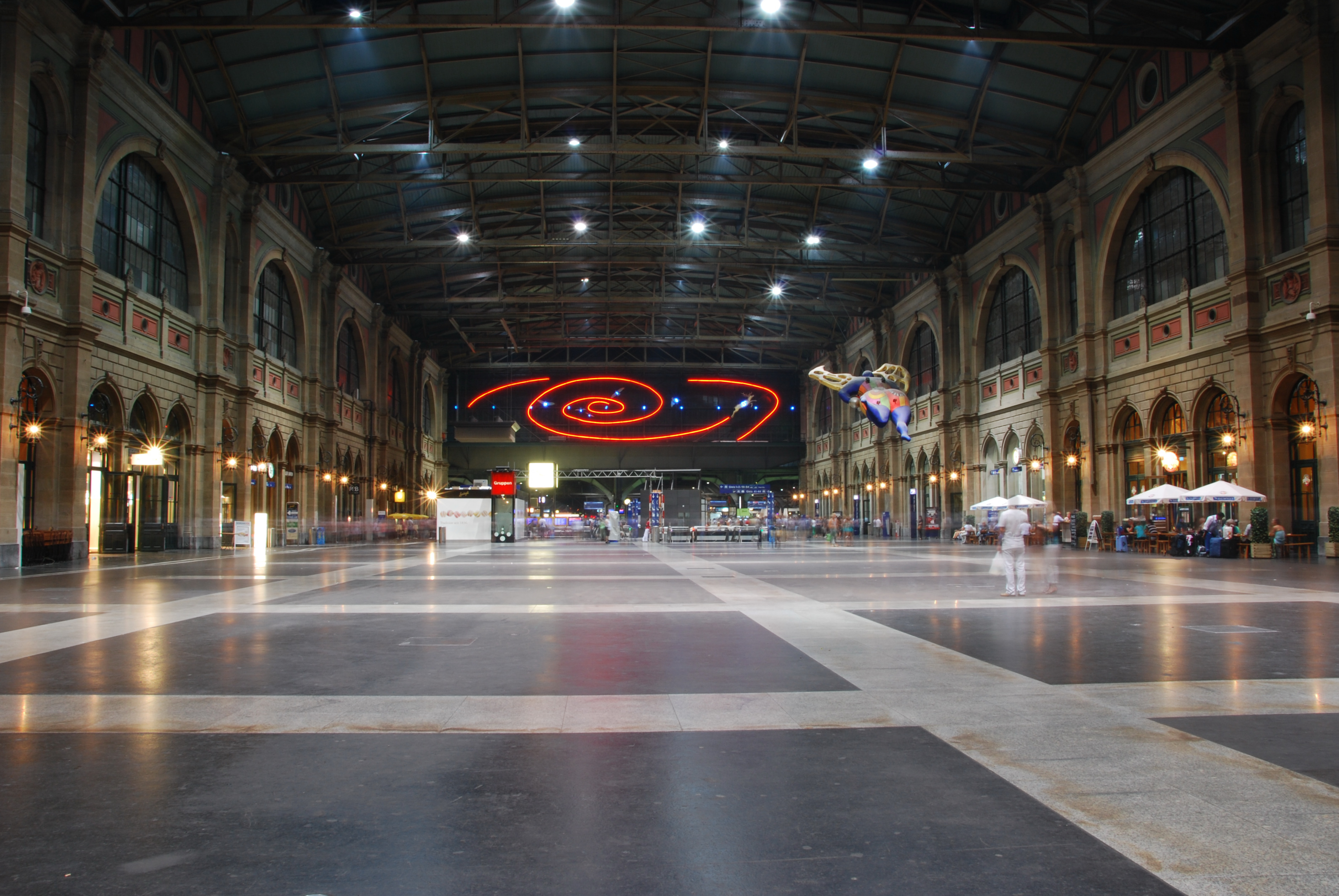
Centralhallen
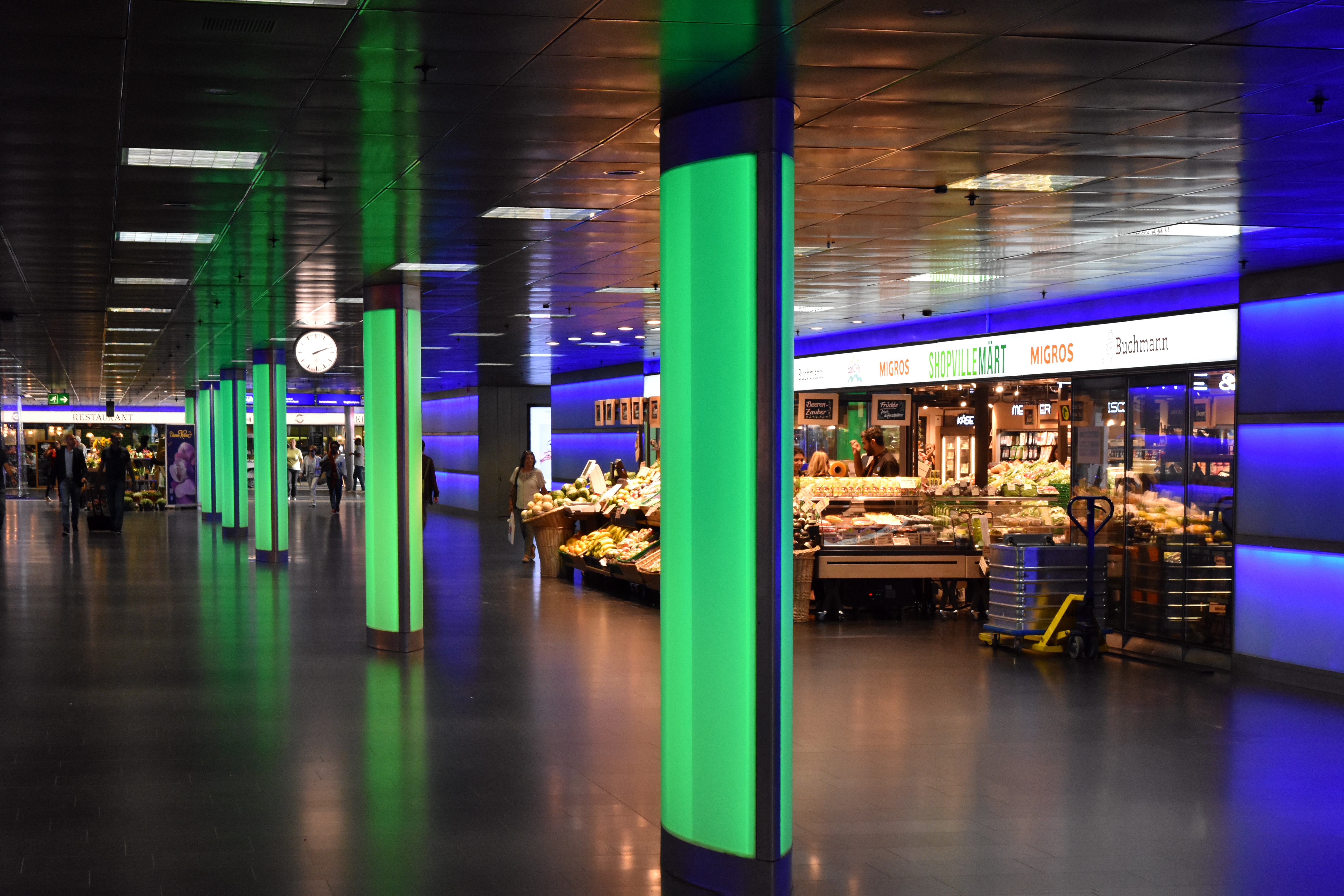
Shopville under Centralhallen
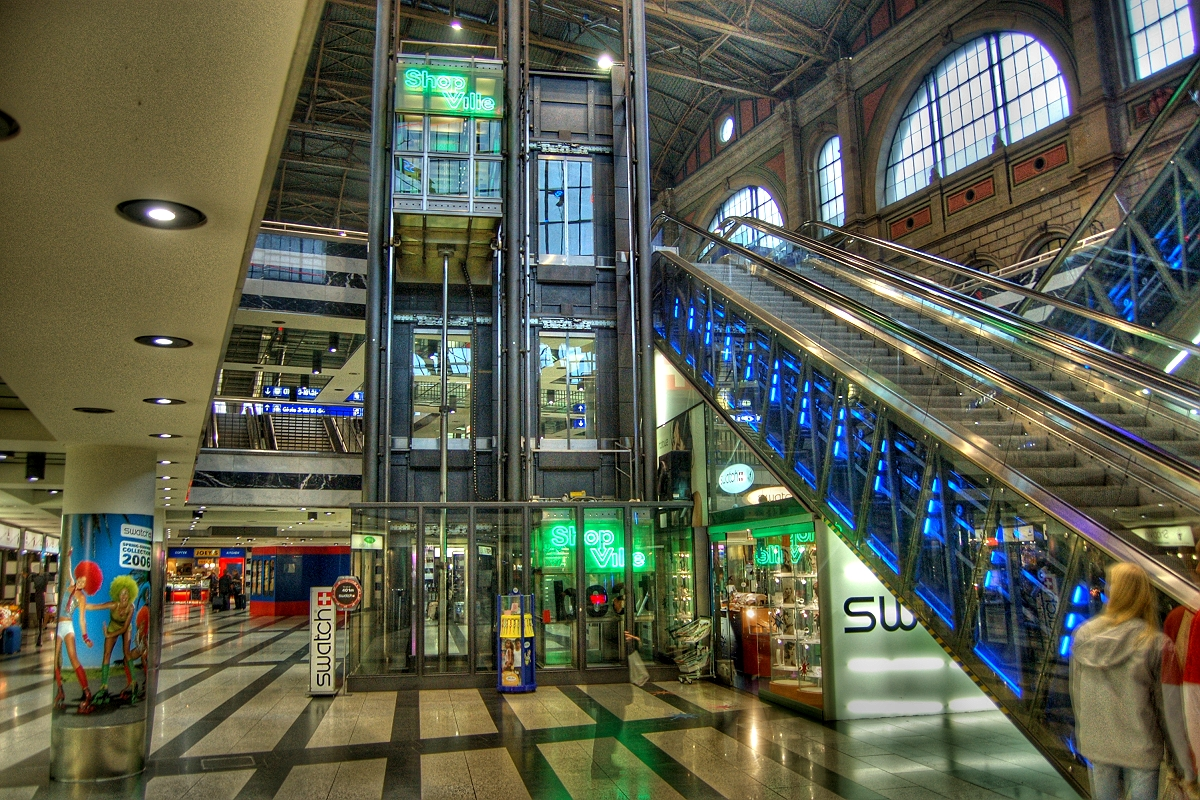
Shopville
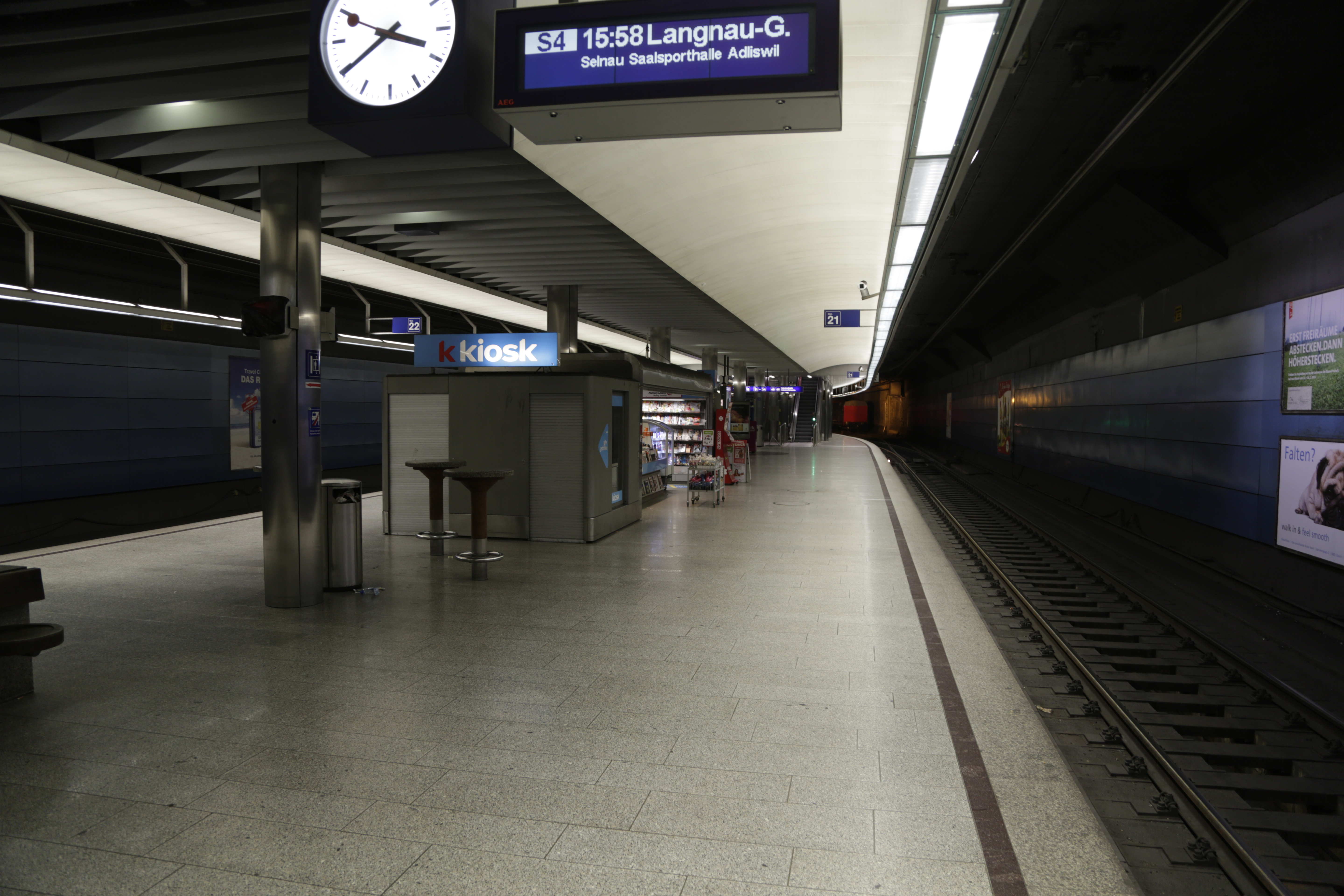
SZU, spår 21-22
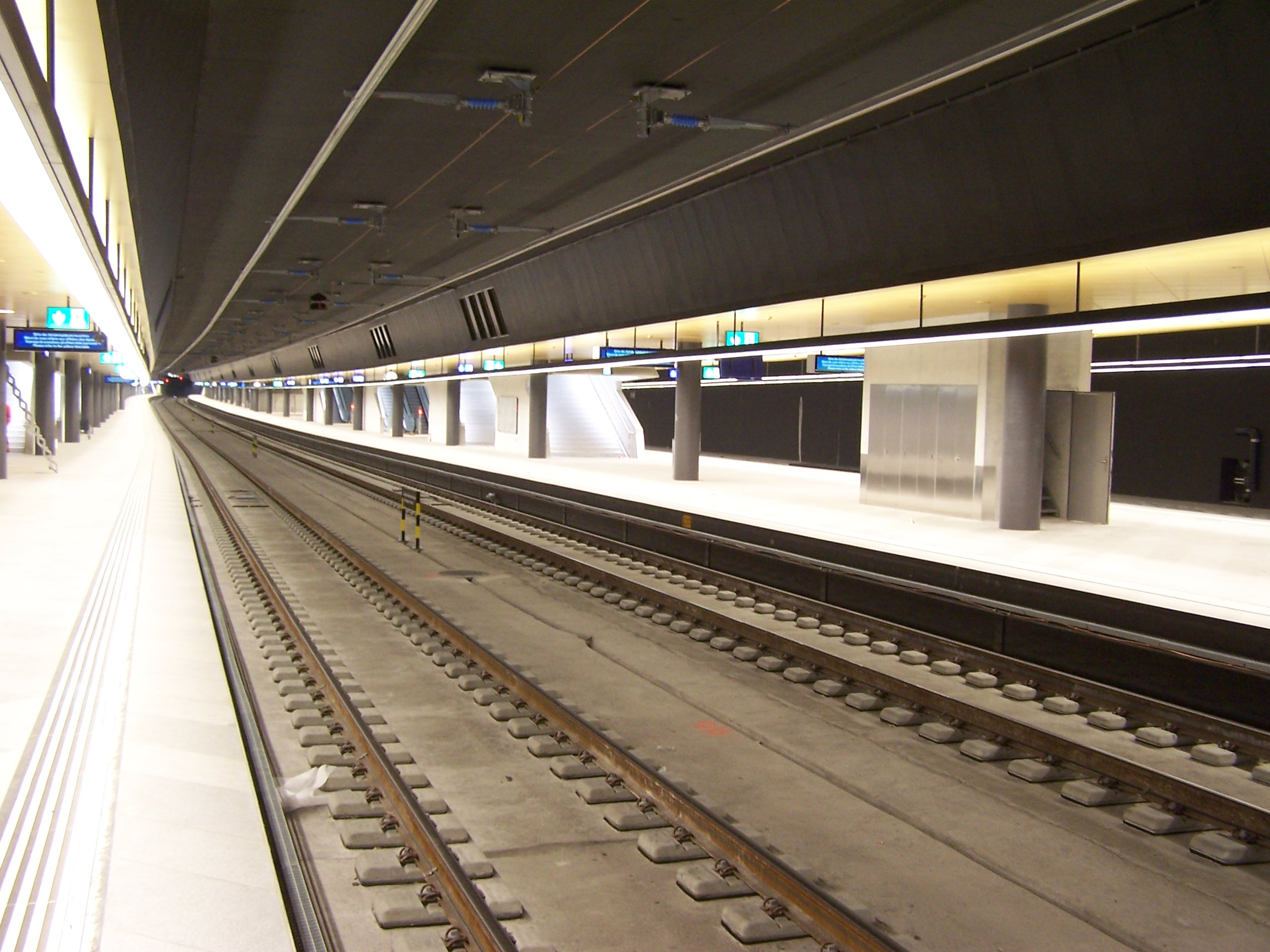
Löwenstrasse, spår 31–34
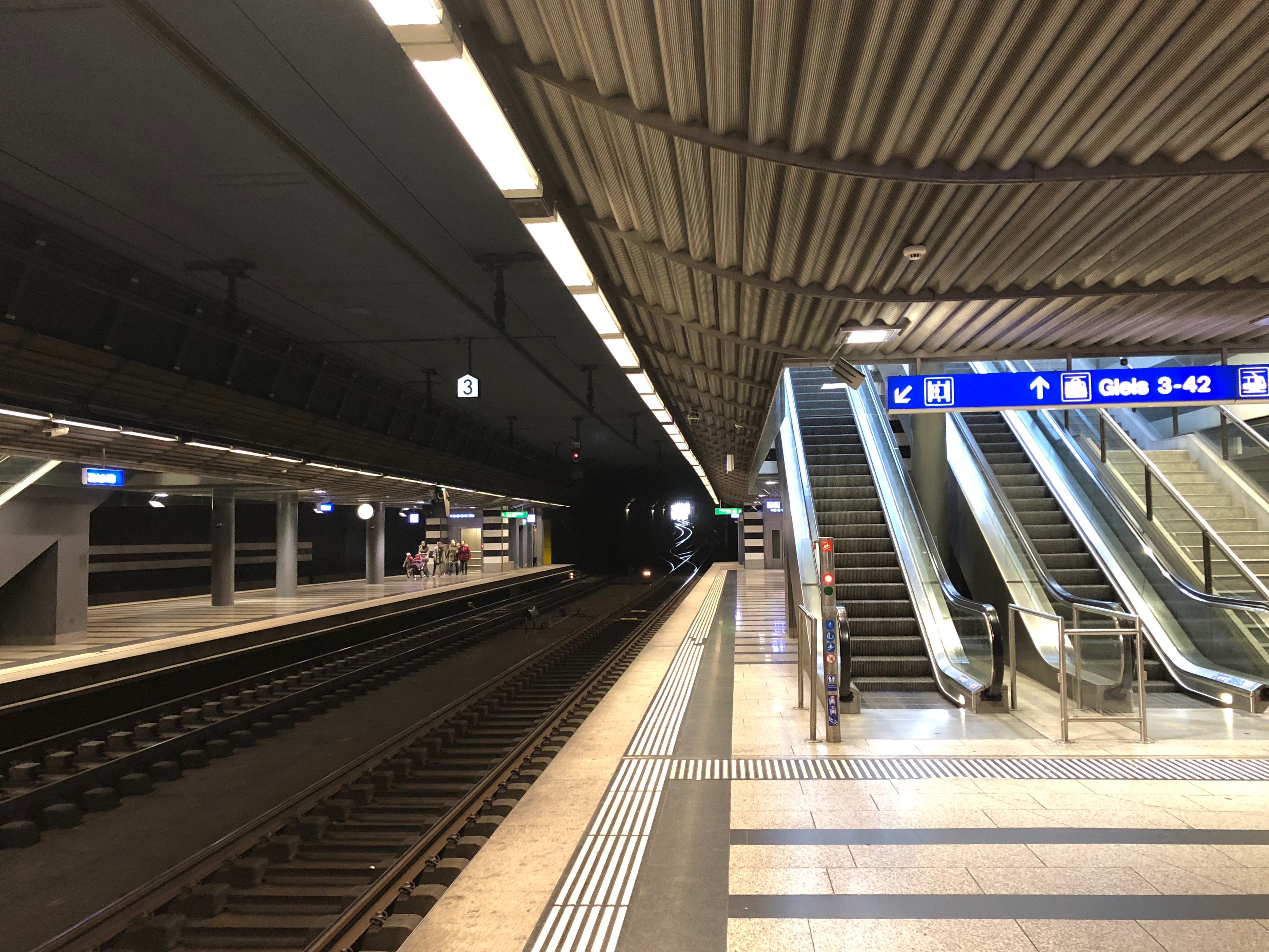
Museumstrasse, spår 41–44